# Urs Freuler
Urs Freuler, né le 6 novembre 1958 à Bilten, dans le canton de Glaris, est un coureur cycliste professionnel. Le titre de Sportif suisse de l'année lui a été décerné deux fois consécutivement, en 1982 et 1983.
Il est l'oncle de Jan-André Freuler, également cycliste.

## Biographie
Le 25 août 1981, Urs Freuler bat le record du monde professionnel du kilomètre en réalisant 1 min 6 s 791, sur le vélodrome de Zurich-Oerlikon. Le précédent record, sur piste en plein air, était détenu par le Danois Peder Pedersen, depuis le 27 juin 1974, en 1 min 7 s 49.

## Palmarès sur route

### Palmarès année par année
- 1981
  - Prologue du Tour de Romandie
  - 7ea étape du Tour de Suisse
  - 1reb (contre-la-montre par équipes), 4eb (contre-la-montre par équipes) et 7e étapes du Tour de France
- 1982
  - 4e, 5e et 10e étapes du Tour d’Italie
  - 3e étape du Tour de Sardaigne
  - 2e étape du Tour de Suisse
  - 3e de Nice-Alassio
- 1983
  - 3e étape du Tour du Trentin
  - 2e étape du Tour de Sardaigne
  - 5ea et 10e étapes du Tour de Suisse
  - 2e du Tour de Sardaigne
- 1984
  - Tour d’Italie :
    -  Classement par points
    - 2e, 7e, 8e et 11e étapes

  - 3e du Trophée Baracchi
- 1985
  - Tour du Nord-Ouest de la Suisse
  - 1re, 13e et 21e étapes du Tour d’Italie
  - 9eb étape du Tour de Suisse
  - Grand Prix du canton d'Argovie
  - 3e étape du Tour du Trentin
  - 2e étape du Tour des Pouilles
  - 4eb étape de la Semaine cycliste internationale
  - 2e du championnat de Suisse sur route
  - 8e de Milan-San Remo
- 1986
  - Grand Prix Pino Cerami
  - 1re étape du Tour de Suisse
  - Prologue du Tour d'Italie
- 1987
  - 9e étape du Tour d'Italie
  - 3e étape du Tour des Pouilles
  - 10e étape du Tour de Suisse
- 1988
  - 2e étape de l'Étoile de Bessèges
  - Tour du Nord-Ouest de la Suisse
  - 21ea étape du Tour d'Italie
  - 10e étape du Tour de Suisse
  - Prologue et 1re étape du Tour du Danemark
  - Grand Prix Mendrisio
- 1989
  - 2e étape de Tirreno-Adriatico
  - 3ea et 5e étapes du Tour de Romandie
  - 7e et 11e étapes du Tour d'Italie
  - 10e étape du Tour de Suisse
  - 2e du Grand Prix de Lugano
  - 2e du Grand Prix du canton d'Argovie
  - 9e de Paris-Roubaix
- 1990
  - 2ea et 5e étapes du Tour de Romandie
  - 3e étape de la Semaine catalane
- 1992
  - New Jersey National Bank Classic
  - 4e étape de la West Virginia Classic
- 1994
  - Coca-Cola Trophy

### Résultats sur les grands tours

#### Tour d'Italie
9 participations
- 1982 : 99e, vainqueur des 4e, 5e et 10e étapes
- 1983 : 91e,  maillot rose pendant 1 jour
- 1984 : 98e, vainqueur du  classement par points et des 2e, 7e, 8e et 11e étapes
- 1985 : 120e, vainqueur des 1re, 13e et 21e étapes
- 1986 : 126e, vainqueur du prologue
- 1987 : 104e, vainqueur de la 9e étape
- 1988 : 82e, vainqueur de la 21ea étape
- 1989 : abandon (20e étape), vainqueur des 7e et 11e étapes
- 1990 : abandon (7e étape)

#### Tour de France
1 participation
- 1981 : abandon (15e étape), vainqueur des 1reb (contre-la-montre par équipes), 4eb (contre-la-montre par équipes) et 7e étapes

#### Tour d'Espagne
1 participation
- 1991 : hors délai (12e étape)

## Palmarès sur piste
| - 1977 - Champion de Suisse du kilomètre juniors - 1978 - Champion de Suisse de vitesse amateurs - 3e du championnat du monde de poursuite par équipes amateurs - 1979 - 3e du championnat du monde de la course aux points amateurs - 1980 - Champion d'Europe d'omnium - 5e du championnat du monde de keirin - 1981 - Champion du monde de la course aux points - Champion d'Europe de vitesse - Champion d'Europe d'omnium - Champion de Suisse du kilomètre - Champion de Suisse de la course aux points - Six Jours de Grenoble (avec Patrick Sercu) - 2e des Six Jours de Zurich (avec René Savary) - 3e du championnat de Suisse de vitesse - 3e des Six Jours de Francfort (avec René Pijnen) - 3e des Six Jours de Launceston (avec Craig Price) - 1982 - Champion du monde de la course aux points - Six Jours de Zurich (avec Robert Dill-Bundi) - 2e du championnat d'Europe d'omnium - 2e des Six Jours de Dortmund (avec Robert Dill-Bundi) - 2e des Six Jours de Gand (avec Robert Dill-Bundi) - 2e des Six Jours de Grenoble (avec Francesco Moser) - 3e des Six Jours de Milan (avec Maurizio Bidinost) - 1983 - Champion du monde de la course aux points - Champion du monde du Keirin - Champion de Suisse du kilomètre - Six Jours de Zurich (avec Daniel Gisiger) - Six Jours de Launceston (avec Hans Kaenel) - Six Jours de Munich (avec Daniel Gisiger) - 2e du championnat d'Europe de vitesse - 3e du championnat d'Europe d'omnium - 3e des Six Jours de Milan (avec Maurizio Bidinost) - 1984 - Champion du monde de la course aux points - Six Jours de Zurich (avec Daniel Gisiger) - Six Jours de Rotterdam (avec René Pijnen) - 2e des Six Jours de Munich (avec René Pijnen) - 3e du championnat du monde du keirin - 1985 - Champion du monde de la course aux points - Champion du monde du Keirin - Champion de Suisse de poursuite - Six Jours de Munich (avec René Pijnen) - 2e du championnat d'Europe d'omnium - 2e des Six jours de Zurich (avec Daniel Gisiger) - 3e du championnat de Suisse du kilomètre - 4e du championnat d'Europe de vitesse - 1986 - Champion du monde de la course aux points - Champion de Suisse de la course aux points - Champion Suisse du kilomètre - Six Jours de Zurich (avec Daniel Gisiger) - 2e des Six Jours de Berlin (avec René Pijnen) - 2e des Six Jours de Munich (avec René Pijnen) - 3e du championnat du monde du keirin - 3e des Six Jours de Bassano del Grappa (avec Gert Frank) - 3e des Six Jours de Brême (avec Roman Hermann) - 3e des Six Jours de Dortmund (avec René Pijnen) | - 1987 - Champion du monde de la course aux points - Champion d'Europe d'omnium - Champion de Suisse du kilomètre - Six Jours de Zurich (avec Dietrich Thurau) - Six Jours de Berlin (avec Dietrich Thurau) - Six Jours de Munich (avec Dietrich Thurau) - 2e du championnat d'Europe de l'américaine (avec Hans-Ruedi Märki) - 3e du championnat de Suisse de la course aux points - 1988 - Six Jours de Gand (avec Roman Hermann) - 2e des Six Jours de Berlin (avec Dietrich Thurau) - 3e des Six Jours de Zurich (avec Roman Hermann) - 1989 - Champion du monde de la course aux points - Champion de Suisse de la course aux points - Six Jours de Copenhague (avec Danny Clark) - 2e des Six Jours de Grenoble (avec Pascal Lino) - 2e des Six Jours de Paris (avec Laurent Fignon) - 2e des Six Jours de Zurich (avec Jörg Müller) - 3e des Six Jours de Brême (avec Danny Clark) - 3e des Six Jours de Gand (avec Hans-Ruedi Märki) - 1990 - Champion de Suisse de la course aux points - Six Jours de Dortmund (avec Olaf Ludwig) - 2e des Six Jours de Stuttgart (avec Hans-Ruedi Märki) - 2e des Six Jours de Zurich (avec Hans-Ruedi Märki) - 3e des Six Jours de Bassano del Grappa (avec Mario Cipollini) - 3e des Six Jours de Brême (avec Volker Diehl) - 3e des Six Jours de Gand (avec Hans-Ruedi Märki) - 4e du championnat du monde de la course aux points - 1991 - Champion de Suisse de la course aux points - 2e des Six Jours de Brême (avec Danny Clark) - 2e des Six Jours de Gand (avec Peter Pieters) - 1992 - Champion de Suisse de la course aux points - Champion de Suisse du derny - Six Jours de Copenhague (avec Danny Clark) - Six Jours de Munich (avec Olaf Ludwig) - 2e des Six Jours d'Anvers (avec Peter Pieters) - 2e des Six Jours de Brême (avec Bruno Holenweger) - 2e des Six Jours de Gand (avec Peter Pieters) - 3e des Six Jours de Zurich (avec Peter Pieters) - 1993 - Six Jours de Cologne (avec Remig Stumpf) - Six Jours de Brême (avec Peter Pieters) - 2e des Six Jours d'Anvers (avec Peter Pieters) - 2e des Six Jours de Gand (avec Werner Stutz) - 3e des Six Jours de Bordeaux (avec Peter Pieters) - 1994 - Six Jours de Zurich (avec Carsten Wolf) - Six Jours de Cologne (avec Carsten Wolf) - 2e des Six Jours de Gand (avec Carsten Wolf) - 2e des Six Jours de Munich (avec Carsten Wolf) - 3e des Six Jours de Bologne (avec Claudio Chiappucci) - 3e des Six Jours de Brême (avec Carsten Wolf) - 3e des Six Jours de Copenhague (avec Bjarne Riis) - 1995 - 2e des Six Jours de Herning (avec Bjarne Riis) - 3e des Six Jours de Copenhague (avec Etienne De Wilde) - 1996 - 3e des Six Jours de Bologne |

## Distinctions
- En 2002, Urs Freuler fait partie des coureurs retenus dans le Hall of Fame de l'Union cycliste internationale[2].
- Mendrisio d'or en 1985
- Sportif suisse de l'année en 1982 et 1983.